# Gradac (Split-Dalmácia megye)
Gradac (olaszul: Grado) község és település Horvátországban, Split-Dalmácia megyében.

## Fekvése
Makarskától légvonalban 32, közúton 38 km-re délkeletre, a Makarskai riviéra déli részén, Split és Dubrovnik között félúton a tengerparton fekszik. Gradac Split-Dalmácia megye legdélibb községe.

## Története
Gradac környéke már az írásos emlékek keletkezését megelőzően is lakott volt, amit a területen talált, bronzkori és korai vaskori halomsírok bizonyítanak. A térség első ismert népe az illírek egyik törzse a dalmátok voltak, akik a magaslatokon épített, jól védhető erődített településeikben laktak. A rómaiak hosszú ideig tartó harcok után csak az 1. században hódították meg ezt a vidéket. Az illírek elleni 9-ben aratott végső győzelem után békésebb idők következtek. A római időkben valószínűleg itt volt Biston közigazgatási egység központja, ami Narona római város tengeri kijárata volt. A területről több 2-3. századi épület maradványa és több római pénzérme is előkerült. A Laguna hotel közelében számos sírkövet találtak, ebből következően feltételezhető, hogy a területen valaha római nekropolisz volt.
A horvát törzsek a 7. század végén telepedtek le itt, ezután területe a neretvánok kenézségének Paganiának a részét képezte. A mai Gradac területén helyezkedhetett el Lapčan, vagy Labinac középkori városa, amit VII. (Bíborbanszületett) Konstantin bizánci császár is említ "Labineca" néven a 10. század közepén. A térség a középkorban is folyamatosan lakott volt. Ostoja bosnyák király 1417-ben említi „oppidum Labcian” alakban. A török a 15. század második felében szállta meg ezt a vidéket, mely 1690 körül szabadult fel végleg a több mint kétszáz éves uralma alól. A török időkben a megmaradt lakosság lelki szolgálatát a živogošćei kolostor ferences szerzetesei látták el. 1646-ban Ante Zuane Bartulović gróf oklevelében még „da Lapzagn” alakban említi. A török uralom után a település a Velencei Köztársaság része lett.
Mai nevének első ismert említése 1649-ből származik, amikor Michele Malpiero kormányzó egyik oklevelében „nel luoco di Gradaza” néven szerepel. Nevét arról az erődítményről kapta, ami a mai Szent Mihály templom feletti magaslaton állt és amit valószínűleg az 1645–1669 közötti kandiai háború idején építettek a törökök ellen. A velencei hadmérnök és térképész Giuseppe Santini rajzán – ami a velenceiek és törökök között Gradac környékén 1666-ban lezajlott vízi és szárazföldi összecsapásokat ábrázolja – az erődítmény tornya lángokban áll. A gradac főnév a "grad" (vár, erőd) főnév kicsinyítő képzős változata, a Lapčan pedig a követ jelentő latin „lapis” főnévből származott. A település régen a podaci plébániához tartozott. A Szent Mihály plébániát 1699-ben említik először. Ebben a dokumentumban szerepel, hogy a zaostrogi ferences kolostornak hat plébániája van, melyek közül az egyik a lapčanji.
A velencei uralomnak 1797-ben vége szakadt és osztrák csapatok vonultak be Dalmáciába. 1806-ban az osztrákokat legyőző franciák uralma alá került, de Napóleon lipcsei veresége után 1813-ban újra az osztrákoké lett. A településnek 1857-ben 537, 1910-ben 1037 lakosa volt. 1918-ban az új szerb-horvát-szlovén állam, majd később Jugoszlávia része lett. A második világháború idején Gradac a Független Horvát Állam része volt. 1944 végén a jugoszláv partizánok a városban fogták el Anselmo Kamber szerzetest, akit 1945. február 7-én Makarskában meggyilkoltak. Maradványait 2008-ban fedezték fel és temették újra Makarskában.

## Népesség
A 2011-es népszámlálás idején az önkormányzatnak 3 261 lakója volt, Gradac településnek pedig 1 308.
| Lakosság változása | Lakosság változása | Lakosság változása | Lakosság változása | Lakosság változása | Lakosság változása | Lakosság változása | Lakosság változása | Lakosság változása | Lakosság változása | Lakosság változása | Lakosság változása | Lakosság változása | Lakosság változása | Lakosság változása | Lakosság változása |
| ------------------ | ------------------ | ------------------ | ------------------ | ------------------ | ------------------ | ------------------ | ------------------ | ------------------ | ------------------ | ------------------ | ------------------ | ------------------ | ------------------ | ------------------ | ------------------ |
| 1857               | 1869               | 1880               | 1890               | 1900               | 1910               | 1921               | 1931               | 1948               | 1953               | 1961               | 1971               | 1981               | 1991               | 2001               | 2011               |
| 537                | 640                | 705                | 867                | 926                | 1.037              | 1.010              | 886                | 696                | 629                | 681                | 920                | 1.069              | 1.196              | 1.574              | 1.308              |

## Nevezetességek
- Páduai Szent Antal tiszteletére szentelt római katolikus temploma 1751-ben épült a régi lebontott Szent Mihály templom helyén. Ez a régi templom, mely a település első plébániatemploma volt látható Giuseppe Santini 1666-ban készített rajzán, melyet a spliti városi múzeumban őriznek. A mai templom apszisa megegyezik a régi templom apszisával, kapuzata pedig a temető bejáratánál látható. A templom ma temetőkápolnaként szolgál. 1987-ben és 2003-ban restaurálták.
- Szent Mihály plébániatemplom a település nyugati részén a Gradina nevű magaslaton épült 1852-ben. Az egyhajós, kőből épített templom homlokzatán körablak látható. Harangtornya 1972-ben épült fel Radovan Juras tervei szerint, mai végleges formáját 2001-ben nyerte el. Főoltára márványból készült, felette a falmélyedésben Szent Mihály szobra látható. A hajó két márványoltára közül a jobb oldali Szűz Mária tiszteletére van szentelve rajta az Istenanya szobrával karján a kis Jézussal. Mindkettejük fején ezüst korona látható. A bal oldali mellékoltár Szent Rókusnak van szentelve, rajta a szent régi faszobrával. A Szent Antal és Szent Mihály alakjával díszített régi keresztelőmedence hazai mester alkotása, vélhetően a régi templomból származik. A hajó jobb oldalán Szent József szobra látható karján a kis Jézussal. A templom közelében egy kőkereszt áll, melyet néhány helyi lakos a II. világháború idején ledöntött. 1996-ban Anić plébános három méter magas márvány keresztet emeltetett a helyére.
- Gradac várának falait a 17. században a kandiai háború idején építették a félsziget keleti részének védelmére. A vár 1666-ban Santini ábrázolásán szerepel először, ezen az is látható. hogy tornya lángokban áll. A velenceiek később védelmi okokból lerombolták, falaiból csak a nyugati, öböl felőli fal maradt meg.
- A 17. századi ún. Čista kula (torony) maradványai ma is láthatók a Gradac feletti, elhagyott Čista falucskában. A 17. század elején építették a török elleni védelem céljából. A tornyon amely ma is több emelet magasságban áll több szinten puskalőrések láthatók. Később a toronytól északra lakóház épült. Az épületegyüttes ma tető és födémek nélkül áll. Körötte megtalálhatók a település elhagyott házai, amelyek a régió tipikus építészeti stílusát képviselik.
- A település turisták számára kiépített partközeli részén az út és a tengerpart között ókori régészeti lelőhely található, mely részben károsodott a lakóépületek és szállodák építése miatt. A maradványok a leggyakrabban a kommunális infrastruktúra építése során kerülnek napvilágra. Az eddigi leletek alapján itt egy fényűző római villa alapfalai található a föld alatt, melynek melegvizes fürdője a közeli forrásokból kapta a vizét. A lelőhely keleti részén a leletek ókeresztény templom falaira utalnak. A lelőhely Lovorica és Crkivina nevű részein fal- és mozaiktöredékek, kőből kiépített kutak, padlófűtés maradványai kerültek elő, melyek egy nagyobb épülethez tartoztak. A maradványok a szomszédos szálloda és infrastruktúrájának építésekor súlyosan károsodtak. A Laguna szálloda közelében római nekropolisz volt, melynek sírkövei részben fennmaradtak.
- A gradaci régió egyik legrégibb építménye a Plana hegyen épült Szent Paszkál kápolna. A kápolna a 18. században épült szabálytalanul faragott kövekből, boltozattal, harangtorony nélkül. Ma romos állapotban van.
- A Szűz Mária kápolna nem más, mint egy sziklába vésett fülkeszerű mélyedés, amelyből Szűz Mária alakját faragták ki.
- A délszláv háborút megelőzően a településen állt egy emlékmű, ami a második világháború során meggyilkolt partizánoknak állított emléket és ami a neves horvát szobrász Antun Augustinčić alkotása volt. A szobor azonban a háború kezdetén egy horvát katonai egység vandalizmusának áldozata lett. A településen jelenleg egy olyan szobor található, ami a jugoszláv partizánok által a világháború során meggyilkolt személyeknek állít emléket.

## Gazdaság
A lakosság fő megélhetési forrása ma már a turizmus. Száz éve még csak a Lavčenj szálloda képviselte a turizmus kezdeteit a településen. A szocialista Jugoszlávia utolsó évtizedeiben ez a gazdasági ág szakadatlan fejlődésnek indult. Egymás után nyíltak a szállodák, vendéglátóhelyek, magánszállások, üzletek. A Gradaci riviéra ma már a negyedik legkeresettebb nyaralóhely a megyében az egy szezonra eső hétszázezer éjszakával. A turizmus fő szervezője a helyi turisztikai iroda a TZ Gradac. Kínálatában egy tucat szálloda, harminc étterem, ötven bár és kávézó, játszóterek, tengerparti sétányok, nyári kulturális fesztivál és sok gazdag kínálat szerepel. Fejlesztésére a községi önkormányzat minden feltételt biztosít.

## Kultúra
- A település honismereti gyűjteménye a helyi szépítő egyesület kezelésében van.
- A „Hrvatska sloga” községi könyvtárnak több mint 16000 egységből álló állománya van.
- Gradacon női énekkar és férfikar is működik.

## Oktatás
A településen működik a „Gradac” alapiskola, melynek Drveniken és Zaostrogon kihelyezett tagozatai találhatók.

## Sport
A település sportegyesületei a „Gradac”, a „Lavčenj” Gradac, a PŠRD „Lignja” Gradac, a HPD „Adrion” Gradac, a kosárblabdaklub és a helyi bocsaklub.

## A község települései
Gradac községhez öt település tartozik:
- Brist
- Drvenik
- Gradac
- Podaca
- Zaostrog

## Fordítás
- Ez a szócikk részben vagy egészben  a   Gradac, Split-Dalmatia County című angol Wikipédia-szócikk ezen változatának fordításán alapul.  Az eredeti cikk szerkesztőit annak laptörténete sorolja fel. Ez a jelzés csupán a megfogalmazás eredetét és a szerzői jogokat jelzi, nem szolgál a cikkben szereplő információk forrásmegjelöléseként.
- Ez a szócikk részben vagy egészben  a   Gradac (Split-Dalmatie) című francia Wikipédia-szócikk ezen változatának fordításán alapul.  Az eredeti cikk szerkesztőit annak laptörténete sorolja fel. Ez a jelzés csupán a megfogalmazás eredetét és a szerzői jogokat jelzi, nem szolgál a cikkben szereplő információk forrásmegjelöléseként.